# ComoNExT - Innovation Hub

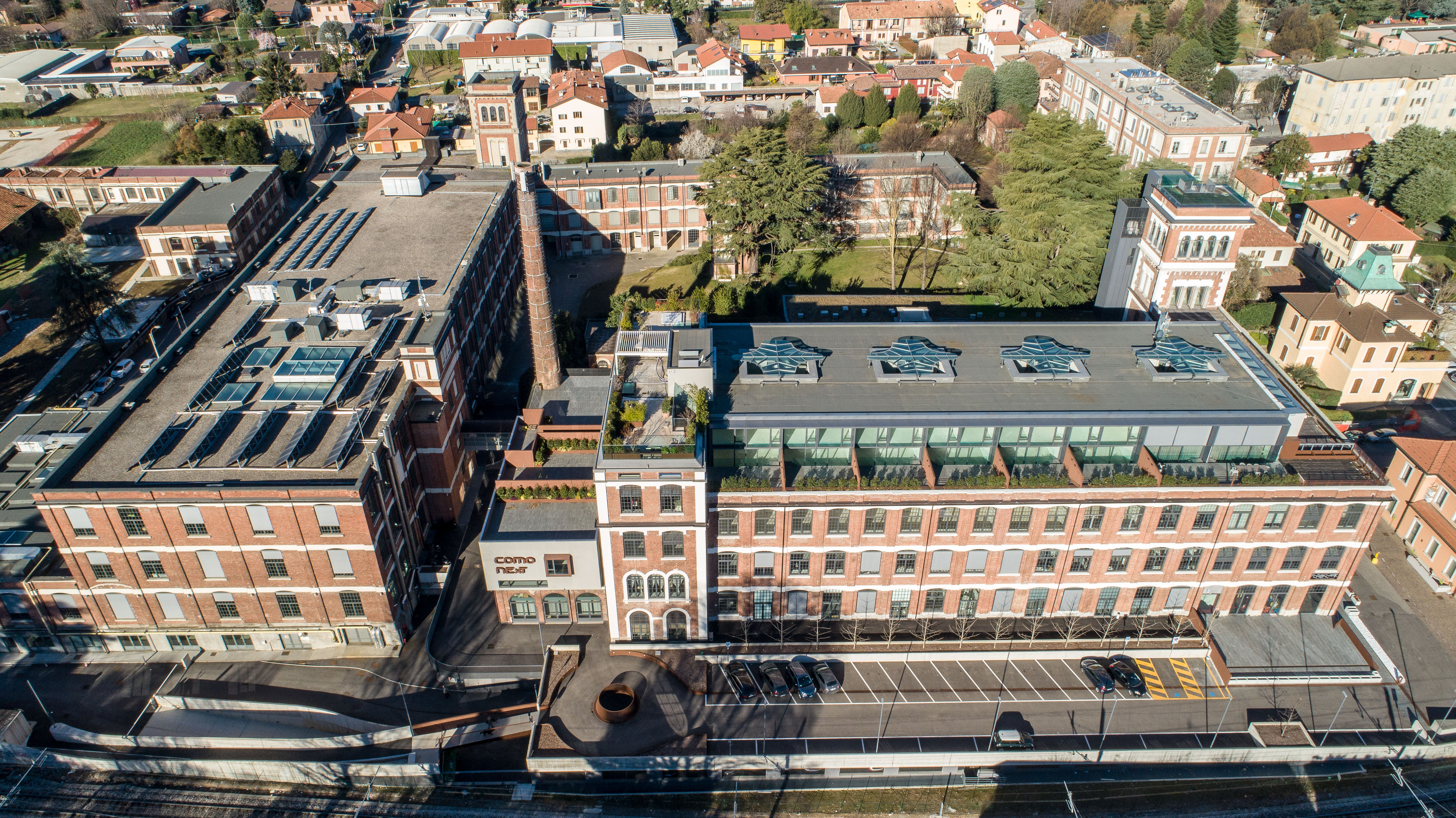
Vista aerea del parco scientifico ComoNExT

ComoNExT - Innovation Hub (acronimo di Nuove Energie x il Territorio) è un parco scientifico e tecnologico con sede nel comune italiano di Lomazzo, in Lombardia.
Attivo dal 2010, svolge attività a sostegno dell'innovazione delle imprese sul territorio della provincia di Como. 

## Storia

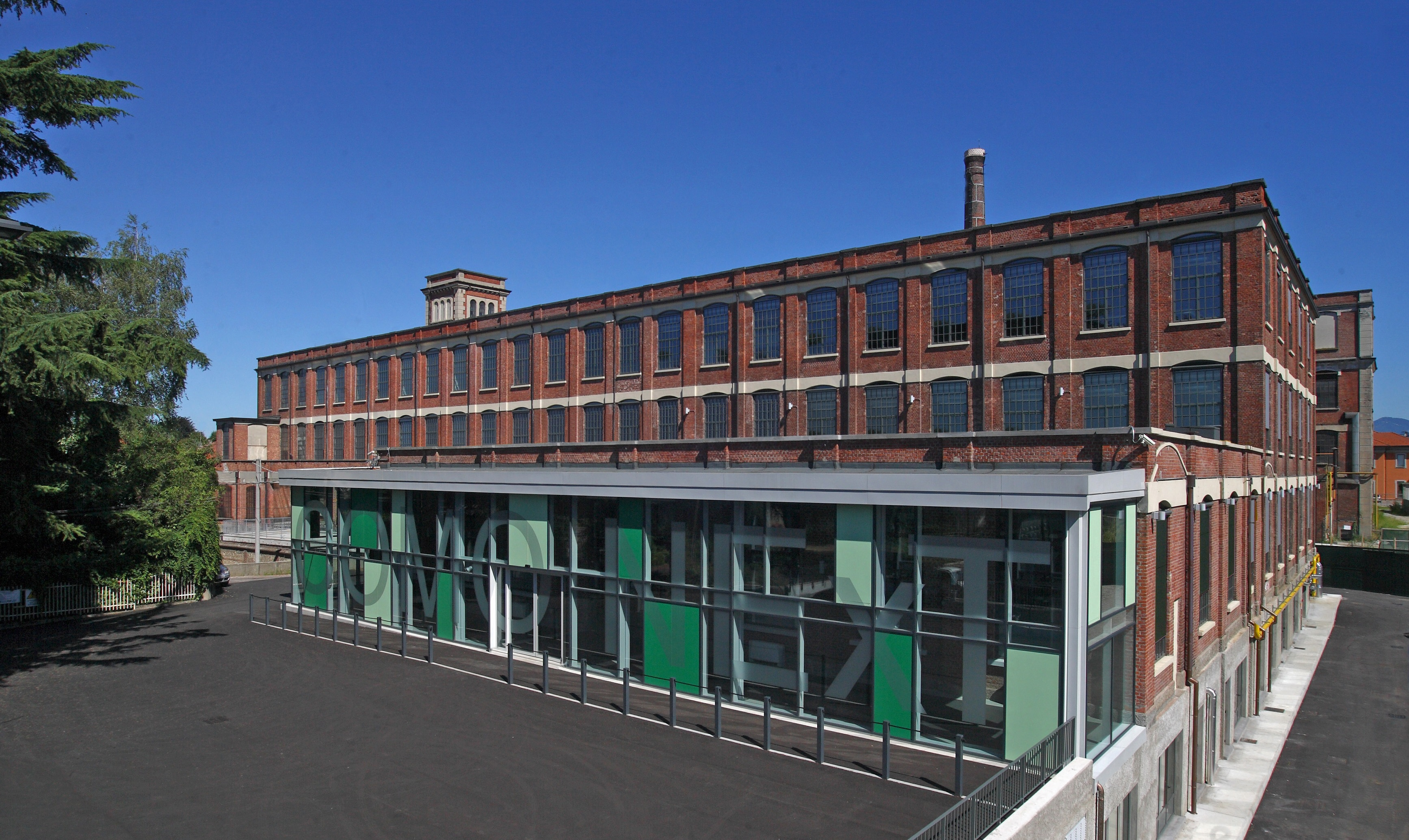
Entrata principale al parco

Il parco ha sede all'ex Cotonificio Somaini, aperto nel 1893 per iniziativa di Francesco Somaini e rimasto attivo per circa un secolo.
Nel 2008 la Camera di Commercio di Como, grazie al sostegno di Fondazione Cariplo, avviò il progetto di recupero della vecchia filatura al fine di realizzarvi un polo tecnologico al servizio della provincia di Como. Il progetto di ristrutturazione è opera dell’architetto Ado Franchini, docente di progettazione al Politecnico di Milano, ed è stato articolato in tre lotti. Il primo lotto fu inaugurato nel 2010, il secondo a novembre 2013 e il terzo nel giugno 2018.
Il parco è costituito in forma di società per azioni, il cui socio di maggioranza relativa è la Camera di Commercio di Como-Lecco (43,36 %). Gli altri soci sono Intesa Sanpaolo, Credito Valtellinese, Comune di Lomazzo, Cassa Rurale ed Artigiana di Cantù BCC, Fondazione Politecnico di Milano, Confindustria Como, BCC Brianza e Laghi, BCC di Lezzeno, Banco Desio, ANCE Como, Confartigianato Como, CNA Como e Confcommercio Como. È affiliato a SMACT, il centro di competenza ad alta specializzazione nelle tecnologie in ambito industriale 4.0 che fa capo all'Università di Padova.

## Descrizione

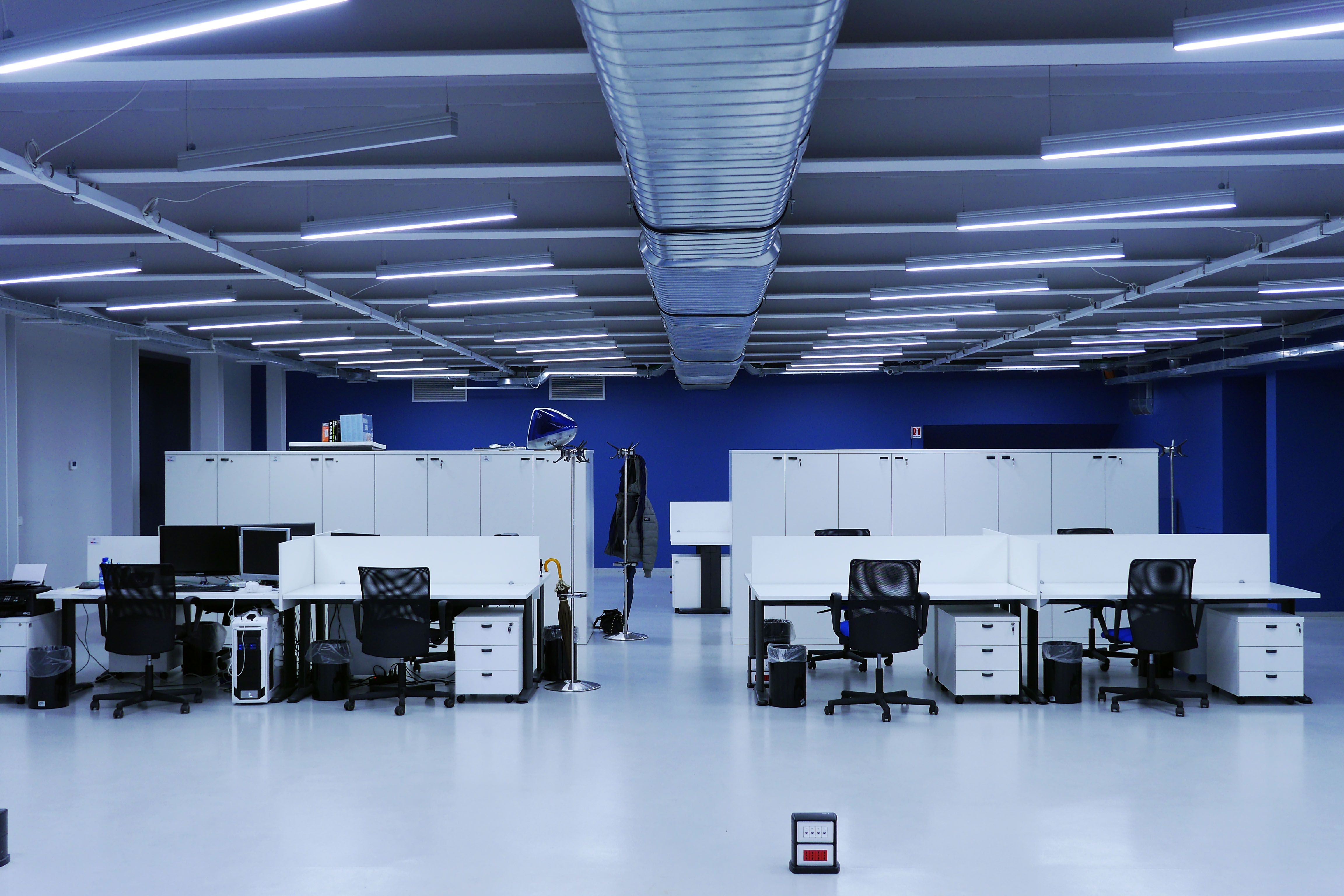
Uno dei locali dell'incubatore d'impresa di ComoNExT

Il centro copre un’area complessiva di circa 21.000 metri quadrati ed offre servizi di consulenza e accelerazione (generazione di nuove idee, nello sviluppo di progetti innovativi e nell’avvio di iniziative imprenditoriali) a circa 130 aziende di varia dimensione e natura. All'interno del polo tecnologico operano centri di ricerca privati e un incubatore di impresa certificato dal Ministero dello sviluppo economico.

Attraverso un bando pubblico, ogni anno vengono selezionati dei progetti da inserire nell'incubatore aziendale come nuove start-up. La finalità è sostenere la nascita di nuove imprese nel settore dell'innovazione e la trasformazione di idee in vere e proprie attività imprenditoriali, mediante un percorso assistito. 

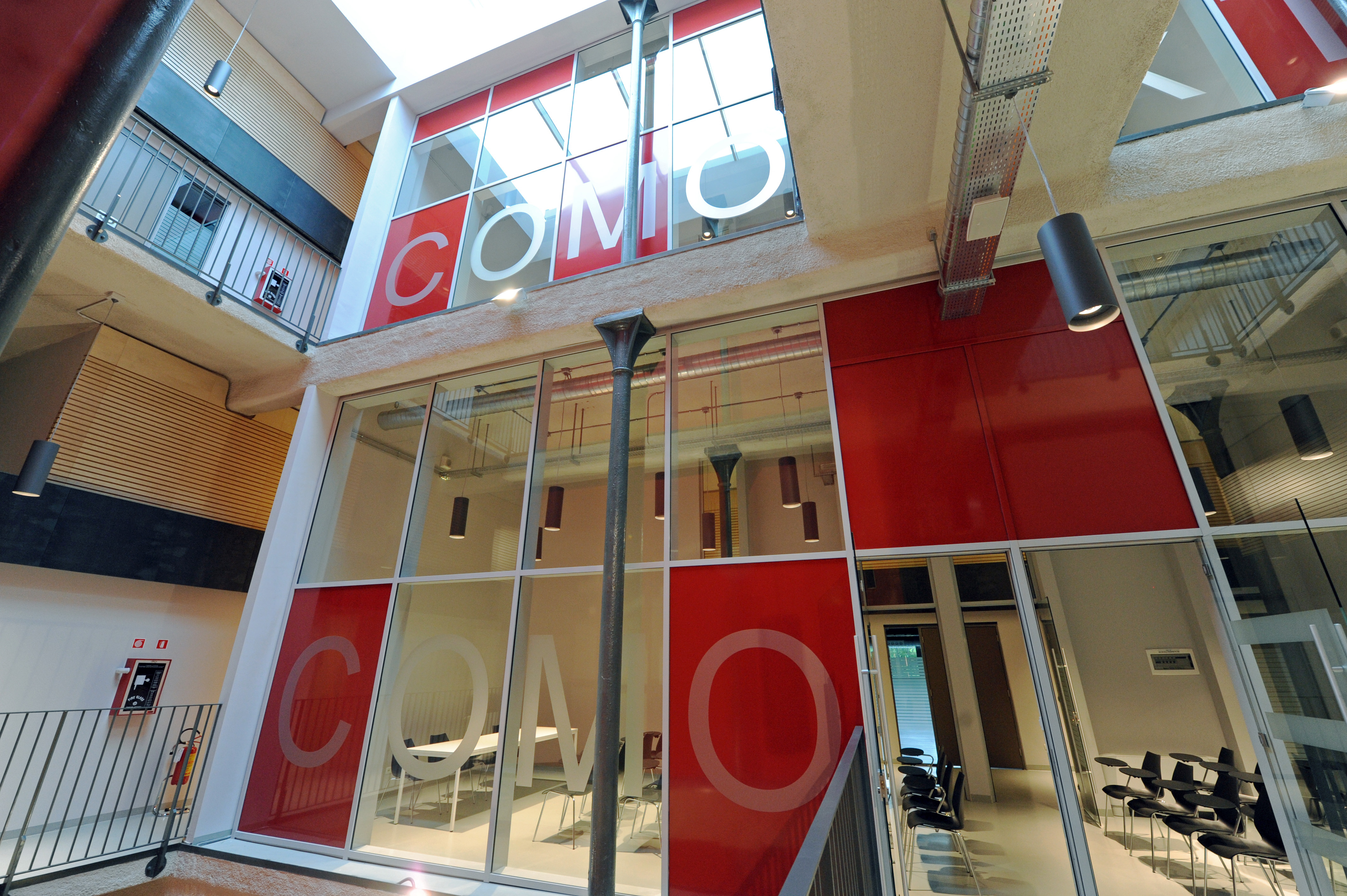
Interno di ComoNExT

Le imprese che vengono introdotte nell'incubatore usufruiscono del supporto fornito dal parco tecnologico e hanno accesso ai relativi servizi.